# III Партски легион
III Партски легион (Legio III Parthica; Legio III Parthica Severiana Alexandrina) е римски легион.
Сформиран е през 197 г. от император Септимий Север. Неговата емблема е Кентавър.
През 197 г. легионът е сформиран, както I и II Партски легион за поход против партите. Походът завършва победоносно със завладяването на столицата Ктезифон. I и III Партски легион остават в региона. Неговият лагер е в Rhesaenae на река Chaboras (дн. Хабур) (в Месопотамия) и наблюдава пътя от Едеса за Нисибис. Легионът участва в партските походи на Каракала (216/217) и последника му Макрин.
По времето на Александър Север през 230 г. получава името Severiana Alexandrina. През 243 г. легионът с командир Тимеситей побеждава сасанидите с командир Шапур I в битката при Rhesaenae. Получава името Pia.
По времето на Диоклециан (284-305) легионът е изместен в Apatna, където е до началото на 5 век под командването на управителя на Осроена (Dux Osrhoena).